# Hemisus marmoratus
Hemisus marmoratus (tên tiếng Anh: Marbled Snout-burrower) là một loài ếch thuộc họ Hemisotidae.
Loài này có ở Angola, Bénin, Botswana, Burkina Faso, Cameroon, Cộng hòa Trung Phi, Tchad, Cộng hòa Dân chủ Congo, Bờ Biển Ngà, Eritrea, Ethiopia, Gambia, Ghana, Guinée, Guiné-Bissau, Kenya, Malawi, Mozambique, Namibia, Nigeria, Sénégal, Somalia, Nam Phi, Sudan, Swaziland, Tanzania, Uganda, Zambia và Zimbabwe, có thể có ở Burundi, Mali, Niger, Rwanda, Sierra Leone và Togo.
Môi trường sống tự nhiên của chúng là rừng khô nhiệt đới hoặc cận nhiệt đới, rừng ẩm vùng đất thấp nhiệt đới hoặc cận nhiệt đới, xavan khô, xavan ẩm, vùng cây bụi ẩm khu vực nhiệt đới hoặc cận nhiệt đới, đồng cỏ nhiệt đới hoặc cận nhiệt đới vùng đất cao, đầm nước, hồ nước ngọt, hồ nước ngọt có nước theo mùa, đầm nước ngọt, đầm nước ngọt có nước theo mùa, đất canh tác, các đồn điền, đất nông nghiệp có lụt theo mùa, và kênh đào và mương rãnh.